# Cojutepeque Fútbol Club
El Cojutepeque Futbol Club es un equipo de fútbol de El Salvador que milita en la Tercera División de El Salvador, la tercera liga de fútbol más importante del país.

## Historia
Fue fundado en la ciudad de Cojutepeque, en el departamento de Cuscatlán, alcanzando su ascenso a la Primera División de El Salvador en 1987, donde fue subcampeón en la Temporada 1988/89, en la cual fue derrotado por el Luis Ángel Firpo. Nunca ha sido campeón de Primera División.
A nivel internacional ha participado en 1 torneo continental, en la Copa de Campeones de la Concacaf del año 1989, donde fue eliminado en la fase de grupos jugada en Honduras por el CD Olimpia de Honduras, el CS Herediano de Costa Rica y el CSD Municipal de Guatemala.
Descendió de la Primera División de El Salvador en la Temporada 1994/95 tras ubicarse en la última posición entre 10 equipos , hasta el 2020 cuando volvió a empezar a jugar estando actualmente en la Tercera División

## Participación en competiciones de la Concacaf
- Copa de Campeones de la Concacaf: 1 aparición

1989 - Fase de grupos

## Jugadores destacados
| - Mauricio Quintanilla - Mauricio Alfaro - Miguel Díaz Arévalo - Guillermo Ragazzone - José Luis Rugamas - Hugo Ventura - José María Rivas - José William Ibarra | - Dennis Centeno Reneau (1992–93) - Rubén Guevara - Víctor Mendieta - Percibal Piggott - Alfredo Poyatos - Raúl Esnal (1992) - James Cantero (1988) |

## Entrenadores
- Óscar Emigdio Benítez (1985-1988)
- Conrado Miranda (1989)
- Juan Quarterone (1993–94)
- Raúl Héctor Cocherari (1994-95)
- Rigoberto Guzmán

## Palmarés
- Primera División de El Salvador: 0
- Subcampeón de la Primera División de El Salvador: 1 (1988/89)